# Decolya phillipsi
Decolya phillipsi är en insektsart som beskrevs av Henry, G.M. 1934. Decolya phillipsi ingår i släktet Decolya och familjen vårtbitare. Inga underarter finns listade i Catalogue of Life.